# Daniele Lavia

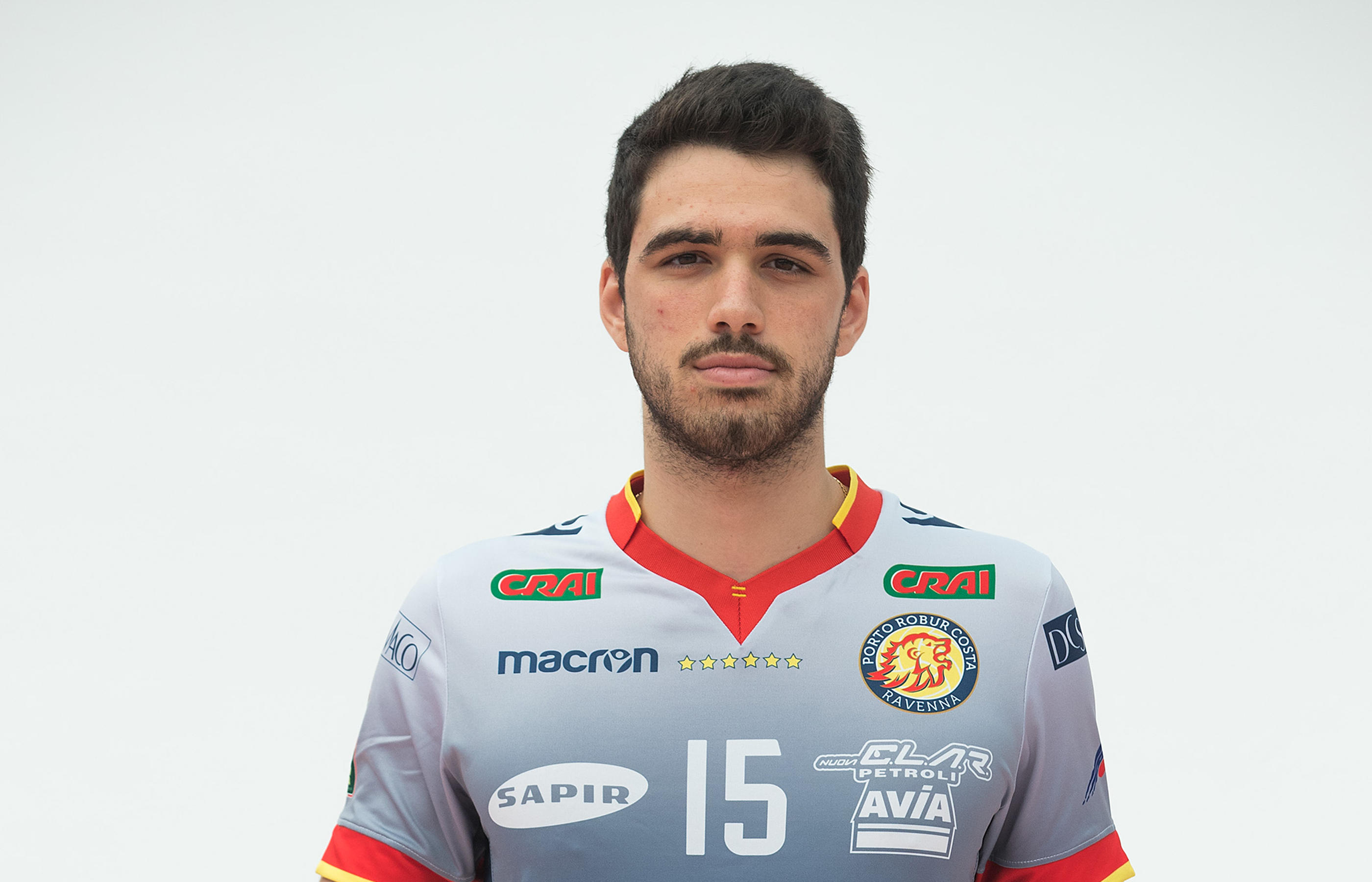
Daniele Lavia zawodnikiem Consaru Rawenna

Daniele Lavia (ur. 4 listopada 1999 w Cariati) – włoski siatkarz, reprezentant Włoch, grający na pozycji przyjmującego.

## Sukcesy klubowe
Superpuchar Włoch:
- 2021

Klubowe Mistrzostwa Świata:
- 2022[5], 2024[6]
- 2021

Liga Mistrzów:
- 2024[7]
- 2022

Mistrzostwo Włoch:
- 2023[8], 2025[9]

## Sukcesy reprezentacyjne
Mistrzostwa Europy Kadetów:
- 2017[10]

Olimpijski Festiwal Młodzieży Europy:
- 2017[11]

Mistrzostwa Świata Juniorów:
- 2019

Mistrzostwa Europy:
- 2021
- 2023[12]

Mistrzostwa Świata:
- 2022[13]

Liga Narodów:
- 2025[14]

## Nagrody indywidualne
- 2019: Najlepszy przyjmujący Mistrzostw Świata Juniorów[15]
- 2021: Najlepszy przyjmujący Mistrzostw Europy
- 2023: Najlepszy przyjmujący Mistrzostw Europy[16]